# 〜今日も一日〜 Good Job ニッポン
〜今日も一日〜 Good Job ニッポン（〜きょうもいちにち〜 グッジョブニッポン）は、ニッポン放送で2013年9月30日から2014年3月28日まで放送されていた情報バラエティ番組。

## 番組概要
2013年のナイターオフ期の編成で、『ショウアップナイター』関連番組を19:00台の放送枠以降から外し、『ダイノジ 大谷ノブ彦のオールナイトニッポン』のパーソナリティであった、大谷を起用したバラエティ番組を編成。
同年9月20日、事実上のパイロット番組として、『大谷ノブ彦とプチ鹿島のナイタースペシャル』として放送し、30日から放送開始。
働くリスナーに"Good Job!"とエールを送り、その日に起こった最新の情報を、働く男女のリスナーに向けて、新しい見方やアングルを提示して伝える目的としてる。
同年3月に番組は終了したが、大谷と日替わりアシスタントであった脊山が平日午後のワイド番組枠の新番組として、『大谷ノブ彦 キキマス!』に昇格した。

## 出演者

### パーソナリティ
- 月曜 - 木曜：大谷ノブ彦（ダイノジ）
- 金曜：プチ鹿島（お笑いタレント）、長野美郷（タレント）

### アシスタント
- 月曜 - 木曜：増田みのり（当時：ニッポン放送アナウンサー）

日替わりアシスタントウィーク
- 月曜：森麻季（フリーアナウンサー、元日本テレビアナウンサー） - 2014年2月24日
- 火曜：杉浦舞（タレント、元テレビ山梨アナウンサー） - 2014年2月25日
- 木曜：脊山麻理子（フリーアナウンサー、元日本テレビアナウンサー） - 2014年2月27日、3月13日

### ニュースキャスター
- 月曜：桜林美佐
- 火曜：勝山達志
- 水曜：上村貢聖
- 木曜：畑中秀哉
- 金曜：後藤誠一郎

## ネット局
なお、ニッポン放送・東北放送・東海ラジオ・福井放送・中国放送は2014年3月27日放送分で終了（それ以外の局は翌28日まで放送）。
| 放送対象地域  | 放送局                 | 放送期間                                     | 備考   |
| ------------- | ---------------------- | -------------------------------------------- | ------ |
| 関東広域圏    | ニッポン放送           | 平日 17:30 - 20:50                           | 制作局 |
| 山形県        | 山形放送               | 平日 19:00 - 20:50                           |        |
| 香川県        | 西日本放送             | 平日 19:00 - 20:50                           |        |
| 長野県        | 信越放送               | 月曜 19:00 - 20:00 火曜 - 金曜 19:00 - 20:50 |        |
| 富山県        | 北日本放送             | 月曜 19:00 - 20:00 火曜 - 金曜 19:00 - 20:50 |        |
| 青森県        | 青森放送               | 平日 19:00 - 20:00                           |        |
| 茨城県        | 茨城放送               | 平日 19:00 - 20:00                           |        |
| 新潟県        | 新潟放送               | 平日 19:00 - 20:00                           |        |
| 山梨県        | 山梨放送               | 平日 19:00 - 20:00                           |        |
| 石川県        | 北陸放送               | 平日 19:00 - 20:00                           |        |
| 福井県        | 福井放送               | 平日 19:00 - 20:00                           |        |
| 中京広域圏    | 東海ラジオ             | 平日 19:00 - 20:00                           |        |
| 岡山県        | 山陽放送               | 平日 19:00 - 20:00                           |        |
| 島根県 鳥取県 | 山陰放送               | 平日 19:00 - 20:00                           |        |
| 広島県        | 中国放送               | 平日 19:00 - 20:00                           |        |
| 高知県        | 高知放送               | 平日 19:00 - 20:00                           |        |
| 沖縄県        | ラジオ沖縄             | 平日 19:00 - 20:00                           |        |
| 京都府 滋賀県 | KBS京都 KBS滋賀        | 平日 19:00 - 19:30                           |        |
| 福島県        | ラジオ福島             | 火曜 - 金曜 19:00 - 20:50                    |        |
| 栃木県        | 栃木放送               | 火曜 - 金曜 19:00 - 20:50                    |        |
| 和歌山県      | 和歌山放送             | 火曜 - 金曜 19:00 - 20:50                    |        |
| 岩手県        | IBC岩手放送            | 火曜 - 金曜 19:00 - 20:00                    |        |
| 秋田県        | 秋田放送               | 火曜 - 金曜 19:00 - 20:00                    |        |
| 宮城県        | 東北放送               | 火曜 - 金曜 19:00 - 20:00                    |        |
| 静岡県        | 静岡放送               | 火曜 - 金曜 19:00 - 20:00                    |        |
| 山口県        | 山口放送               | 火曜 - 金曜 19:00 - 20:00                    |        |
| 徳島県        | 四国放送               | 火曜 - 金曜 19:00 - 20:00                    |        |
| 愛媛県        | 南海放送               | 火曜 - 金曜 19:00 - 20:00                    |        |
| 長崎県 佐賀県 | 長崎放送 NBCラジオ佐賀 | 火曜 - 金曜 19:00 - 20:00                    |        |
| 大分県        | 大分放送               | 火曜 - 金曜 19:00 - 20:00                    |        |
| 熊本県        | 熊本放送               | 火曜 - 金曜 19:00 - 20:00                    |        |
| 宮崎県        | 宮崎放送               | 火曜 - 金曜 19:00 - 20:00                    |        |
| 鹿児島県      | 南日本放送             | 火曜 - 金曜 19:00 - 20:00                    |        |

## 主な時間割
| 時                                                                                 | 月曜日 | 火曜日 | 水曜日 | 木曜日 | 金曜日 |
| 時                                                                                 | 大谷ノブ彦 Good Job ニッポン | 大谷ノブ彦 Good Job ニッポン | 大谷ノブ彦 Good Job ニッポン | 大谷ノブ彦 Good Job ニッポン | プチ鹿島と長野美郷 Good Job ニッポン                                                                                                  |
| この時間は関東ローカル                                                             | | | | | |
| 18:00                                                                              | オープニング | オープニング | オープニング | オープニング | オープニング |
| 18:05                                                                              | 大谷スコープ | 大谷スコープ | 大谷スコープ | 大谷スコープ | 今日のGood Job! |
| 18:16                                                                              | ニッポン放送ニュース、天気予報 | ニッポン放送ニュース、天気予報 | ニッポン放送ニュース、天気予報 | ニッポン放送ニュース、天気予報 | ニッポン放送ニュース、天気予報 |
| 18:20                                                                              | ポジティヴタイム ゲンキの出る歌リクエスト（2014.1.1 - ）                                                                              | ポジティヴタイム ゲンキの出る歌リクエスト（2014.1.1 - ）                                                                              | ポジティヴタイム ゲンキの出る歌リクエスト（2014.1.1 - ）                                                                              | ポジティヴタイム ゲンキの出る歌リクエスト（2014.1.1 - ）                                                                              | ポジティヴタイム ゲンキの出る歌リクエスト（2014.1.1 - ）                                                                              |
| 18:28                                                                              | ラジオリビング（担当:上柳昌彦、増山さやか(月～木)）                                                                                   | ラジオリビング（担当:上柳昌彦、増山さやか(月～木)）                                                                                   | ラジオリビング（担当:上柳昌彦、増山さやか(月～木)）                                                                                   | ラジオリビング（担当:上柳昌彦、増山さやか(月～木)）                                                                                   | ラジオリビング（担当:上柳昌彦、増山さやか(月～木)）                                                                                   |
| 18:30                                                                              | ニッポン放送交通情報 | ニッポン放送交通情報 | ニッポン放送交通情報 | ニッポン放送交通情報 | ニッポン放送交通情報 |
| 18:35                                                                              | 小島奈津子のおかえりなさい（担当:小島奈津子）                                                                                         | 小島奈津子のおかえりなさい（担当:小島奈津子）                                                                                         | 小島奈津子のおかえりなさい（担当:小島奈津子）                                                                                         | 小島奈津子のおかえりなさい（担当:小島奈津子）                                                                                         | 小島奈津子のおかえりなさい（担当:小島奈津子）                                                                                         |
| 18:40                                                                              | GoodJob ビジネスマン! ▽働くリスナーへ明日の活力になるオススメ情報                                                                     | GoodJob ビジネスマン! ▽働くリスナーへ明日の活力になるオススメ情報                                                                     | GoodJob ビジネスマン! ▽働くリスナーへ明日の活力になるオススメ情報                                                                     | GoodJob ビジネスマン! ▽働くリスナーへ明日の活力になるオススメ情報                                                                     | GoodJob ビジネスマン! ▽働くリスナーへ明日の活力になるオススメ情報                                                                     |
| 18:40                                                                              | オトナのたしなみ | 留守を預かる妻たち | Good Job 検定道場!（2014年2月5日～）                                                                                                  | 違いの分かるビジネスマンのための「一流の逸品」                                                                                        | 知って得する旅のプチ情報 |
| 18:50                                                                              | 菊正宗 ほろよいイブニングトーク（担当:松本秀夫、五戸美樹）                                                                            | 菊正宗 ほろよいイブニングトーク（担当:松本秀夫、五戸美樹）                                                                            | 菊正宗 ほろよいイブニングトーク（担当:松本秀夫、五戸美樹）                                                                            | 菊正宗 ほろよいイブニングトーク（担当:松本秀夫、五戸美樹）                                                                            | 菊正宗 ほろよいイブニングトーク（担当:松本秀夫、五戸美樹）                                                                            |
| 18:55                                                                              | ニッポン放送交通情報 | ニッポン放送交通情報 | ニッポン放送交通情報 | ニッポン放送交通情報 | ニッポン放送交通情報 |
| ここから全国ネット（月曜は18局ネット、その他は33局ネット）                         | | | | | |
| 19:00                                                                              | 今日のGood Job!（11月25日～） 当初は18:05から放送されていたが、大谷担当時の分は枠移動された。                                         | 今日のGood Job!（11月25日～） 当初は18:05から放送されていたが、大谷担当時の分は枠移動された。                                         | 今日のGood Job!（11月25日～） 当初は18:05から放送されていたが、大谷担当時の分は枠移動された。                                         | 今日のGood Job!（11月25日～） 当初は18:05から放送されていたが、大谷担当時の分は枠移動された。                                         | 全国声掛けテレフォン!〜日本おやじコレクション（NOC）                                                                                  |
| 19:07                                                                              | 夜7時の天気（全国各拠点の天気） | 夜7時の天気（全国各拠点の天気） | 夜7時の天気（全国各拠点の天気） | 夜7時の天気（全国各拠点の天気） | 夜7時の天気（全国各拠点の天気） |
| 19:10                                                                              | Good Job テレフォン! ▽番組の核となる生電話コーナー                                                                                    | Good Job テレフォン! ▽番組の核となる生電話コーナー                                                                                    | Good Job プロ野球 | Good Job テレフォン! | |
| ここで京都が飛び降り（滋賀を含む。このあとは月曜は17局ネット、その他は32局ネット） | | | | | |
| 19:30                                                                              | 夢中人!! | グルメ谷美味彦の "舌が料理を呼ぶんじゃない! 料理が俺の舌をおいでおいでするんだ!!"                                                     | 曲谷かけ彦の有楽町DISCO・GJ | 俺のリクエスト! | |
| 19:40                                                                              | クミコの笑顔で乾杯 | 泉沙世子 HAPPY NIGHT | 私の正論 （出演:那須恵理子） | 阿部亮のNGO世界一周! | キスマイ 北山宏光 ナニキン |
| 19:50                                                                              | Good Job サンスポ | Good Job サンスポ | Good Job サンスポ | Good Job サンスポ | Good Job サンスポ |
| 19:55                                                                              | 7時台エンディング | 7時台エンディング | 7時台エンディング | 7時台エンディング | 7時台エンディング |
| 19:57                                                                              | 【ニッポン放送】ビジネスショウアップ（担当:山本剛士、無い場合はCM）【ネット局】クローズアップ ミュージック（担当:箱崎みどり、裏送り） | 【ニッポン放送】ビジネスショウアップ（担当:山本剛士、無い場合はCM）【ネット局】クローズアップ ミュージック（担当:箱崎みどり、裏送り） | 【ニッポン放送】ビジネスショウアップ（担当:山本剛士、無い場合はCM）【ネット局】クローズアップ ミュージック（担当:箱崎みどり、裏送り） | 【ニッポン放送】ビジネスショウアップ（担当:山本剛士、無い場合はCM）【ネット局】クローズアップ ミュージック（担当:箱崎みどり、裏送り） | 【ニッポン放送】ビジネスショウアップ（担当:山本剛士、無い場合はCM）【ネット局】クローズアップ ミュージック（担当:箱崎みどり、裏送り） |
| ここで、一部地域飛び降り（このあとは月曜は3局ネット、その他は8局ネット）           | | | | | |
| 20:00                                                                              | 8時のトーク スポティファイからセレクトされたワールドヒットミュージック                                                                | 8時のトーク スポティファイからセレクトされたワールドヒットミュージック                                                                | 8時のトーク スポティファイからセレクトされたワールドヒットミュージック                                                                | 8時のトーク スポティファイからセレクトされたワールドヒットミュージック                                                                | 8時のトーク スポティファイからセレクトされたワールドヒットミュージック                                                                |
| 20:10                                                                              | ゲストパート | ゲストパート | ゲストパート | ゲストパート | ゲストパート |
| 20:10                                                                              | | | | レギュラーゲスト：吉田豪 | |
| 20:30                                                                              | ゲッターズ飯田の「話したくなる占い」                                                                                                  | ゲッターズ飯田の「話したくなる占い」                                                                                                  | ゲッターズ飯田の「話したくなる占い」                                                                                                  | ゲッターズ飯田の「話したくなる占い」                                                                                                  | ゲッターズ飯田の「話したくなる占い」                                                                                                  |
| 20:40                                                                              | 上戸彩 ブリリアント・ライフ | 上戸彩 ブリリアント・ライフ | 上戸彩 ブリリアント・ライフ | 上戸彩 ブリリアント・ライフ | 上戸彩 ブリリアント・ライフ |
| 20:45                                                                              | エンディング | 火曜ドライバーズ劇場 〜エンディング                                                                                                   | エンディング | エンディング | エンディング |
| 20:45                                                                              | 「明日（来週）もGood Job!」 | | | | |

### 裏送り編成時の内容
ニッポン放送で何かしらの特別編成により放送が出来ないない場合、19:00 - 20:50を裏送りする。その場合は箱番組はすべて休止となる。以下はその内容。
- 2013年を丸裸! GoodJobクイズSHOW
- 春のラヴソングステーション。恋谷ラヴ彦の春の夕べ
- 曲谷かけ彦の有楽町 DISCO・GJ 拡大版
- 年代別卒業ソング特集

### 過去のコーナー
- 19:30　日替わりコーナー
  - （水）世界のあちこちでGood-jobと叫ぶ!（2013年10月のみ放送）[注 15]
  - （水）2014年を丸裸! GoodJobクイズSHOW[注 16]
  - （金）ビッグになりた～い![注 17]
  - （金）プチ鹿島・東京マラソンへの道
- 19:00　全国声掛けテレフォン!（～11月22日）
  - （月）町おこしテレフォン![注 18]
  - （火）日本一![注 19]
  - （水）大谷ノブ彦の仮説[注 20]
  - （木）全国各地の素晴らしい観光地[注 21]
- 森下悠里のホームシアター!!（水曜　2013年11月 - 2014年1月15日）[注 22]
- 週刊 かしスポ 見出し部（金曜　2013.10 - 2013.12）
- 18:40　GoodJob ビジネスマン!
  - （火）THE ワンコイン（2013.10 - 2013.12）[注 23]
  - （水）ねぇ、お父さん[注 24]
- ニッポン放送 プロ野球キャンプ情報（担当：宮崎ないしは沖縄で取材にあたるスポーツ部アナウンサー）
- ニッポン放送 清水久嗣のソチ情報エキスプレス（2014年2月7日 - 21日）[注 25]